# Флаг Московской области
Флаг Моско́вской о́бласти — официальный символ Московской области Российской Федерации.
Флаг утверждён 3 декабря 1997 года и внесён в Государственный геральдический регистр Российской Федерации с присвоением регистрационного номера 777.
Флаг Московской области составлен на основе герба Московской области по правилам и соответствующим традициям вексиллологии.

## Описание
«Флаг Московской области представляет собой прямоугольное полотнище с отношением ширины к длине 2:3, красного цвета с двусторонним изображением в верхнем ближнем к древку углу основного элемента герба Московской области — развёрнутого к древку Святого Георгия Победоносца. Габаритная ширина изображения основного элемента герба на флаге Московской области составляет 1/5 часть длины полотнища флага».
В 2005 году вышел новый закон «О флаге Московской области», изменивший описание флага:
«Прямоугольное двухстороннее красное полотнище с отношением ширины к длине 2:3, воспроизводящее в крыже фигуры из гербового щита: святого Георгия Победоносца в белых латах, шлеме и сапогах, синем плаще, сидящего в пурпурном с жёлтой бахромой седле на белом скачущем коне, поражающего жёлтым копьём, увенчанным таковым же восьмиконечным крестом, жёлтого крылатого змия (дракона о четырёх лапах) с зелёными крыльями. Ширина гербовой композиции составляет 1/5 длины флага».

## Символика
За основу флага Московской области взят герб Московской губернии, утверждённый 8 (20) декабря 1856 года, описание которого гласит:

В червлёном щите Святой Великомученик и Победоносец Георгий, в серебряном вооружении и лазуревой приволоке (мантии), на серебряном покрытом багряною тканью, с золотою бахромою, копьём поражающа золотого, с зелёными крыльями, дракона, золотым с осьмиконечным крестом на верху, копьём. Щит увенчан Императорскою короною и окружён золотыми дубовыми листьями, соединёнными Андреевскою лентою.

Современная территория Московской области образована 1 октября 1929 года. Московская область расположена в центральной части Восточно-европейской равнины в междуречье рек Волги и Оки[значимость факта?]. Земли Подмосковья много веков являются центром государства Российского. Около 500 лет на груди двуглавого орла — основной фигуры современного Государственного герба Российской Федерации в щитке помещён герб Москвы.
Главной фигурой герба является Георгий Победоносец — символ и покровитель всего русского народа, хранитель земли Русской. В этом образе воплотилась извечная тема победы добра над злом, света над тьмой.
Жёлтый цвет (золото) символизирует знатность, могущество и богатство, а также христианские добродетели: веру, справедливость, милосердие, смирение.
Белый цвет (серебро) символизирует благородство, откровенность, а также чистоту, невинность и правдивость.
Красный (червлень) символизирует храбрость, мужество, самоотверженность, труд, жизнеутверждающую силу, праздник, красоту.
Синий цвет (лазурь) символизирует великодушие, честность, славу, верность, безупречность, добродетели.
Пурпур символизирует достоинство, благочестие.